# Magdalena de Brandeburgo
Magdalena de Brandeburgo (Berlín, 7 de enero de 1582-Darmstadt, 4 de mayo de 1616) fue landgravina de Hesse-Darmstadt, a través de su matrimonio con Luis V de Hesse-Darmstadt. Era la hija mayor del elector Juan Jorge de Brandeburgo y de su tercera esposa, Isabel de Anhalt-Zerbst.

## Matrimonio e hijos
Se casó con Luis V de Hesse-Darmstadt, landgrave de Hesse-Darmstadt, y tuvieron los siguientes hijos:
1. Isabel Magdalena (Darmstadt, 23 de abril de 1600-Montbéliard, 9 de junio de 1624), casada con el duque Luis Federico de Wurtemberg-Montbéliard.
2. Sofía Inés (Darmstadt, 12 de enero de 1604-8 de septiembre de 1664), casada con el conde Juan Federico del Palatinado-Sulzbach-Hilpoltstein.
3. Jorge II (Darmstadt, 17 de marzo de 1605-11 de junio de 1661), sucesor de su padre.
4. Juliana (Darmstadt, 14 de abril de 1606-Hannover, 15 de enero de 1659), casada con el conde Ulrico II de Frisia Oriental.
5. Amalia (29 de junio de 1607-11 de septiembre de 1627).
6. Juan (Darmstadt, 17 de junio de 1609-Ems, 1 de abril de 1651), landgrave de Hesse-Braubach.
7. Enrique (Darmstadt, 1 de abril de 1612-21 de octubre de 1629).
8. Eduviges (Darmstadt, 22 de junio de 1613-2 de marzo de 1614).
9. Luis (Darmstadt, 12 de septiembre de 1614-16 de septiembre de 1614).
10. Federico (28 de febrero de 1616-19 de febrero de 1682).

## Ancestros
| Magdalena de Brandeburgo | Padre: Juan Jorge de Brandeburgo | Abuelo paterno: Joaquín II de Brandeburgo | Bisabuelo paterno: Joaquín I Néstor de Brandeburgo |
| Magdalena de Brandeburgo | Padre: Juan Jorge de Brandeburgo | Abuelo paterno: Joaquín II de Brandeburgo | Bisabuela paterna: Isabel de Dinamarca             |
| Magdalena de Brandeburgo | Padre: Juan Jorge de Brandeburgo | Abuela paterna: Magdalena de Sajonia      | Bisabuelo paterno: Jorge de Sajonia                |
| Magdalena de Brandeburgo | Padre: Juan Jorge de Brandeburgo | Abuela paterna: Magdalena de Sajonia      | Bisabuela paterna: Bárbara Jagellón                |
| Magdalena de Brandeburgo | Madre: Isabel de Anhalt-Zerbst   | Abuelo materno: Joaquín Ernesto de Anhalt | Bisabuelo materno: Juan V de Anhalt-Zerbst         |
| Magdalena de Brandeburgo | Madre: Isabel de Anhalt-Zerbst   | Abuelo materno: Joaquín Ernesto de Anhalt | Bisabuela materna: Margarita de Brandeburgo        |
| Magdalena de Brandeburgo | Madre: Isabel de Anhalt-Zerbst   | Abuela materna: Inés de Barby-Mühlingen   | Bisabuelo materno: Wolfgang I de Barby-Mühlingen   |
| Magdalena de Brandeburgo | Madre: Isabel de Anhalt-Zerbst   | Abuela materna: Inés de Barby-Mühlingen   | Bisabuela materna: Inés de Mansfeld                |